# Viking Fotballklubb 2016
Questa voce raccoglie le informazioni riguardanti il Viking Fotballklubb nelle competizioni ufficiali della stagione 2016.

## Stagione
L'11 dicembre 2015 è stato ufficializzato il calendario per il campionato 2016, con il Viking che avrebbe cominciato la stagione nel fine settimana dell'11-13 marzo 2016, andando a far visita al Vålerenga all'Ullevaal Stadion. Il 7 gennaio 2016, il Viking ha comunicato i numeri di maglia in vista della nuova stagione.
Il 1º aprile è stato sorteggiato il primo turno del Norgesmesterskapet 2016: il Viking avrebbe così fatto visita al Vardeneset. Al secondo turno, la squadra è stata sorteggiata contro il Vard Haugesund. Al turno successivo, il Viking avrebbe fatto visita al Vidar. In questa sfida, la squadra è stata sconfitta per 2-1, salutando così la competizione al terzo turno.
Il Viking ha chiuso la stagione all'8º posto.

## Maglie e sponsor
Lo sponsor tecnico per la stagione 2016 è stato Diadora, mentre lo sponsor ufficiale è stato Lyse Energi. La prima divisa era composta da una maglietta blu, pantaloncini e calzettoni bianchi. Quella da trasferta era costituita da una maglietta arancione, con pantaloncini blu e calzettoni arancioni.
| Casa | Trasferta |

## Rosa
| N. |                        | Ruolo | Calciatore              |
| -- | ---------------------- | ----- | ----------------------- |
| 1  | Norvegia (bandiera)    | P     | Iven Austbø             |
| 2  | Norvegia (bandiera)    | D     | Rasmus Martinsen        |
| 4  | Norvegia (bandiera)    | C     | Joackim Jørgensen       |
| 5  | Stati Uniti (bandiera) | D     | A. J. Soares            |
| 6  | Estonia (bandiera)     | D     | Karol Mets              |
| 7  | Nigeria (bandiera)     | A     | Samuel Adegbenro        |
| 8  | Galles (bandiera)      | C     | Chris Dawson            |
| 8  | Nigeria (bandiera)     | A     | Suleiman Abdullahi      |
| 9  | Danimarca (bandiera)   | A     | Patrick Pedersen        |
| 10 | Islanda (bandiera)     | C     | Björn Daníel Sverrisson |
| 11 | Norvegia (bandiera)    | A     | Zymer Bytyqi            |
| 13 | Norvegia (bandiera)    | D     | Per-Magnus Steiring     |
| 14 | Norvegia (bandiera)    | C     | André Danielsen         |
| 15 | Norvegia (bandiera)    | P     | Amund Wichne            |
| 16 | Norvegia (bandiera)    | C     | Abdisalam Ibrahim       |

| N. |                      | Ruolo | Calciatore        |
| -- | -------------------- | ----- | ----------------- |
| 17 | Nigeria (bandiera)   | A     | Aniekpeno Udoh    |
| 18 | Norvegia (bandiera)  | D     | Julian Ryerson    |
| 19 | Norvegia (bandiera)  | C     | Michael Haukås    |
| 20 | Norvegia (bandiera)  | C     | Tor André Aasheim |
| 21 | Norvegia (bandiera)  | C     | Herman Kleppa     |
| 22 | Danimarca (bandiera) | D     | Claes Kronberg    |
| 24 | Norvegia (bandiera)  | P     | Pål Vestly Heigre |
| 25 | Nigeria (bandiera)   | A     | Usman Sale        |
| 26 | Norvegia (bandiera)  | D     | Erik Steen        |
| 27 | Norvegia (bandiera)  | A     | Mathias Bringaker |
| 28 | Norvegia (bandiera)  | D     | Kristoffer Haugen |
| 29 | Norvegia (bandiera)  | A     | Martin Hummervoll |
| 30 | Norvegia (bandiera)  | A     | Stian Michalsen   |
| –– | Norvegia (bandiera)  | C     | Andreas Breimyr   |

## Calciomercato

### Sessione invernale(dal 01/01 al 31/03)
| Arrivi | Arrivi            | Arrivi         | Arrivi        |
| R.     | Nome              | da             | Modalità      |
| ------ | ----------------- | -------------- | ------------- |
| P      | Pål Vestly Heigre | Tromsø         | fine prestito |
| D      | Claes Kronberg    |                | svincolato    |
| C      | Tor André Aasheim |                | svincolato    |
| C      | Michael Haukås    |                | svincolato    |
| C      | Abdisalam Ibrahim |                | svincolato    |
| A      | Martin Hummervoll | Keflavík       | fine prestito |
| A      | Patrick Pedersen  | Valur          | definitivo    |
| A      | Usman Sale        | Wikki Tourists | definitivo    |
| A      | Aniekpeno Udoh    | Akwa Utd       | definitivo    |

| Partenze | Partenze              | Partenze    | Partenze   |
| R.       | Nome                  | a           | Modalità   |
| -------- | --------------------- | ----------- | ---------- |
| P        | Arild Østbø           |             | svincolato |
| D        | Indriði Sigurðsson    |             | svincolato |
| D        | Aleksander Solli      |             | svincolato |
| D        | Julian Veen Uldal     |             | svincolato |
| C        | Kieffer Moore         |             | svincolato |
| C        | Vidar Nisja           |             | svincolato |
| C        | Makhtar Thioune       |             | svincolato |
| C        | Steinþór Þorsteinsson | Sandnes Ulf | prestito   |
| A        | Jón Daði Böðvarsson   |             | svincolato |
| A        | Stian Michalsen       | Sola        | prestito   |

### Tra le due sessioni
| Arrivi | Arrivi | Arrivi | Arrivi   |
| R.     | Nome   | da     | Modalità |
| ------ | ------ | ------ | -------- |

| Partenze | Partenze           | Partenze               | Partenze   |
| R.       | Nome               | a                      | Modalità   |
| -------- | ------------------ | ---------------------- | ---------- |
| P        | Pål Vestly Heigre  | Lillestrøm             | prestito   |
| A        | Suleiman Abdullahi | Eintracht Braunschweig | definitivo |
| A        | Martin Hummervoll  | ÍA Akraness            | prestito   |

### Sessione estiva(dal 21/07 al 17/08)
| Arrivi | Arrivi              | Arrivi        | Arrivi        |
| R.     | Nome                | da            | Modalità      |
| ------ | ------------------- | ------------- | ------------- |
| D      | Per-Magnus Steiring | Rosenborg     | prestito      |
| C      | Andreas Breimyr     |               | svincolato    |
| C      | Chris Dawson        | Rotherham Utd | prestito      |
| A      | Stian Michalsen     | Sola          | fine prestito |

| Partenze | Partenze     | Partenze | Partenze   |
| R.       | Nome         | a        | Modalità   |
| -------- | ------------ | -------- | ---------- |
| P        | Amund Wichne | Åsane    | prestito   |
| D        | A. J. Soares | Aarhus   | definitivo |

### Dopo la sessione estiva
| Arrivi | Arrivi | Arrivi | Arrivi   |
| R.     | Nome   | da     | Modalità |
| ------ | ------ | ------ | -------- |

| Partenze | Partenze                | Partenze | Partenze   |
| R.       | Nome                    | a        | Modalità   |
| -------- | ----------------------- | -------- | ---------- |
| C        | Björn Daníel Sverrisson | Aarhus   | definitivo |

## Risultati

### Eliteserien

#### Girone di andata
| Arbitro: | Johnsen (Tønsberg) |

|  |           |                              |
|  | Marcatori | 22’ Sverrisson 88’ Bringaker |

| Stavanger 20 marzo 2016, ore 18:00 2ª giornata | Viking               | 0 – 0 referto | Sarpsborg 08 | Viking Stadion (8.536 spett.)\| Arbitro: \| Hobber Nilsen (Oslo) \| |
| Arbitro:                                       | Hobber Nilsen (Oslo) |               |              |                                                                     |

| Arbitro: | Kjensli (Oslo) |

|  |           |               |
|  | Marcatori | 27’ Abdullahi |

| Arbitro: | Skjerven (Kaupanger) |

|  |           |                          |
|  | Marcatori | 13’ Bentley 25’ Zekhnini |

| Arbitro: | Døvle (Larvik) |

|          |           |                             |
| Boli 11’ | Marcatori | 42’ Bringaker 56’ Abdullahi |

| Arbitro: | Hafsås (Trondheim) |

|  |           |            |
|  | Marcatori | 90’ Haugen |

| Arbitro: | Hobber Nilsen (Oslo) |

|                                                       |           |  |
| Eyjólfsson 30’ Jensen 58’ Þórarinsson 76’ Gytkjær 81’ | Marcatori |  |

| Arbitro: | Hansen (Feda) |

|                                  |           |                    |
| Bringaker 35’ Abdullahi 71’, 73’ | Marcatori | 14’, 87’ Agdestein |

| Arbitro: | Steen (Bergen) |

|                              |           |  |
| Sverrisson 78’ Adegbenro 85’ | Marcatori |  |

| Arbitro: | Hansen (Feda) |

|            |           |  |
| Asante 77’ | Marcatori |  |

| Stavanger 16 maggio 2016, ore 18:00 11ª giornata | Viking         | 0 – 0 referto | Sogndal | Viking Stadion (11.321 spett.)\| Arbitro: \| Kjensli (Oslo) \| |
| Arbitro:                                         | Kjensli (Oslo) |               |         |                                                                |

| Arbitro: | Skjerven (Kaupanger) |

|                   |           |                             |
| Martin 77’ (rig.) | Marcatori | 23’ Abdullahi 88’ Adegbenro |

| Arbitro: | Johnsen (Tønsberg) |

|                            |           |  |
| Sverrisson 4’ Kronberg 20’ | Marcatori |  |

| Arbitro: | Hafsås (Trondheim) |

|  |           |               |
|  | Marcatori | 71’ Bringaker |

| Arbitro: | Døvle (Larvik) |

|  |           |           |
|  | Marcatori | 79’ Keita |

#### Girone di ritorno
| Arbitro: | Hansen (Feda) |

|                                        |           |            |
| Agdestein 16’ Stølås 70’, 76’ Abdi 86’ | Marcatori | 12’ Haukås |

| Arbitro: | Kjensli (Oslo) |

|                           |           |                          |
| Semb Berge 53’ Occéan 78’ | Marcatori | 40’ Ibrahim 90’ Pedersen |

| Arbitro: | Skjerven (Kaupanger) |

|  |           |                  |
|  | Marcatori | 72’, 79’ Gytkjær |

| Arbitro: | Eskås (Oslo) |

|          |           |                              |
| Otoo 90’ | Marcatori | 38’ Sverrisson 80’ Adegbenro |

| Arbitro: | Johnsen (Tønsberg) |

|                          |           |                       |
| Aasheim 51’ Pedersen 62’ | Marcatori | 30’ Asante 71’ Meling |

| Arbitro: | Lundby (Bøverbru) |

|                       |           |              |
| Åsen 13’ Andersen 64’ | Marcatori | 83’ Pedersen |

| Arbitro: | Kjensli (Oslo) |

|                           |           |                          |
| Danielsen 18’ Ryerson 62’ | Marcatori | 20’ Knudtzon 83’ Lundemo |

| Bergen 10 settembre 2016, ore 18:00 23ª giornata | Brann        | 0 – 0 referto | Viking | Brann Stadion (11.674 spett.)\| Arbitro: \| Hagen (Grue) \| |
| Arbitro:                                         | Hagen (Grue) |               |        |                                                             |

| Arbitro: | Lundby (Bøverbru) |

|             |           |  |
| Pedersen 9’ | Marcatori |  |

| Arbitro: | Hobber Nilsen (Oslo) |

|            |           |  |
| Ugwuadu 6’ | Marcatori |  |

| Arbitro: | Døvle (Larvik) |

|                                   |           |  |
| Heikkilä 27’ (aut.) Jørgensen 67’ | Marcatori |  |

| Arbitro: | Eskås (Oslo) |

|                    |           |             |
| Ulland Andersen 1’ | Marcatori | 57’ Ibrahim |

| Arbitro: | Steen (Bergen) |

|                            |           |                                          |
| Pedersen 26’ Bringaker 89’ | Marcatori | 35’, 57’ (rig.) Abdellaoue 69’ Kirkeskov |

| Arbitro: | Døvle (Larvik) |

|  |           |                               |
|  | Marcatori | 39’ Sale 79’ (rig.) Danielsen |

| Arbitro: | Hansen (Feda) |

|  |           |                                   |
|  | Marcatori | 43’ Abdellaoue 90’ Retsius Grødem |

### Norgesmesterskapet
| Arbitro: | Kellerhals |

|                  |           |                                      |
| Hebnes Olsen 65’ | Marcatori | 40’ Udoh 44’, 59’, 62’, 79’ Pedersen |

| Arbitro: | Higraff |

|  |           |                                          |
|  | Marcatori | 52’ Bringaker 61’ Pedersen 90’ Adegbenro |

| Arbitro: | Amland (Bergen) |

|                           |           |               |
| Westlye 54’ Halgunset 64’ | Marcatori | 34’ Abdullahi |

## Statistiche

### Statistiche di squadra
| Competizione       | Punti | In casa | In casa | In casa | In casa | In casa | In casa | In trasferta | In trasferta | In trasferta | In trasferta | In trasferta | In trasferta | Totale | Totale | Totale | Totale | Totale | Totale | DR |
| Competizione       | Punti | G       | V       | N       | P       | Gf      | Gs      | G            | V            | N            | P            | Gf           | Gs           | G      | V      | N      | P      | Gf     | Gs     | DR |
| ------------------ | ----- | ------- | ------- | ------- | ------- | ------- | ------- | ------------ | ------------ | ------------ | ------------ | ------------ | ------------ | ------ | ------ | ------ | ------ | ------ | ------ | -- |
| Eliteserien        | 43    | 15      | 5       | 4       | 6       | 16      | 17      | 15           | 7            | 3            | 5            | 17           | 18           | 30     | 12     | 7      | 11     | 33     | 35     | -2 |
| Norgesmesterskapet | -     | 0       | 0       | 0       | 0       | 0       | 0       | 3            | 2            | 0            | 1            | 9            | 3            | 3      | 2      | 0      | 1      | 9      | 3      | +6 |
| Totale             | -     | 15      | 5       | 4       | 6       | 16      | 17      | 18           | 9            | 3            | 6            | 26           | 21           | 33     | 14     | 7      | 12     | 42     | 38     | +4 |

### Andamento in campionato
| Giornata  | 1 | 2 | 3 | 4 | 5 | 6 | 7 | 8 | 9 | 10 | 11 | 12 | 13 | 14 | 15 | 16 | 17 | 18 | 19 | 20 | 21 | 22 | 23 | 24 | 25 | 26 | 27 | 28 | 29 | 30 |
| --------- | - | - | - | - | - | - | - | - | - | -- | -- | -- | -- | -- | -- | -- | -- | -- | -- | -- | -- | -- | -- | -- | -- | -- | -- | -- | -- | -- |
| Luogo     | T | C | T | C | T | C | T | C | C | T  | C  | T  | C  | T  | C  | T  | T  | C  | T  | C  | T  | C  | T  | C  | T  | C  | T  | C  | T  | C  |
| Risultato | V | N | V | P | V | P | P | V | V | P  | N  | V  | V  | V  | P  | P  | N  | P  | V  | N  | P  | N  | N  | V  | P  | V  | N  | P  | V  | P  |
| Posizione | 2 | 3 | 3 | 6 | 4 | 7 | 8 | 8 | 6 | 8  | 7  | 6  | 5  | 4  | 5  | 6  | 7  | 7  | 7  | 8  | 8  | 8  | 8  | 6  | 8  | 7  | 7  | 8  | 8  | 8  |

Fonte:  Tippeligaen 2016, su altomfotball.no, Altomfotball. URL consultato il 18 gennaio 2017 (archiviato dall'url originale il 13 gennaio 2017).
Legenda:

Luogo: C = Casa; T = Trasferta. Risultato: V = Vittoria; N = Pareggio; P = Sconfitta.

### Statistiche dei giocatori
| Giocatore        | Eliteserien | Eliteserien | Eliteserien | Eliteserien | Norgesmesterskapet | Norgesmesterskapet | Norgesmesterskapet | Norgesmesterskapet | Coppe europee | Coppe europee | Coppe europee | Coppe europee | Altre coppe | Altre coppe | Altre coppe | Altre coppe | Totale   | Totale | Totale      | Totale     |
| Giocatore        | Presenze    | Reti        | Ammonizioni | Espulsioni  | Presenze           | Reti               | Ammonizioni        | Espulsioni         | Presenze      | Reti          | Ammonizioni   | Espulsioni    | Presenze    | Reti        | Ammonizioni | Espulsioni  | Presenze | Reti   | Ammonizioni | Espulsioni |
| ---------------- | ----------- | ----------- | ----------- | ----------- | ------------------ | ------------------ | ------------------ | ------------------ | ------------- | ------------- | ------------- | ------------- | ----------- | ----------- | ----------- | ----------- | -------- | ------ | ----------- | ---------- |
| T. Aasheim       | 14          | 1           | 0           | 0           | 2                  | 0                  | 1                  | 0                  |               |               |               |               |             |             |             |             | 16       | 1      | 1           | 0          |
| S. Abdullahi     | 13          | 5           | 1           | 0           | 2                  | 1                  | 0                  | 0                  |               |               |               |               |             |             |             |             | 15       | 6      | 1           | 0          |
| S. Adegbenro     | 28          | 3           | 4           | 0           | 3                  | 1                  | 0                  | 0                  |               |               |               |               |             |             |             |             | 31       | 4      | 4           | 0          |
| I. Austbø        | 30          | -35         | 1           | 0           | 0                  | -0                 | 0                  | 0                  |               |               |               |               |             |             |             |             | 30       | -35    | 1           | 0          |
| A. Breimyr       | 0           | 0           | 0           | 0           | -                  | -                  | -                  | -                  |               |               |               |               |             |             |             |             | 0        | 0      | 0           | 0          |
| M. Bringaker     | 24          | 5           | 1           | 0           | 2                  | 1                  | 0                  | 0                  |               |               |               |               |             |             |             |             | 26       | 6      | 1           | 0          |
| Z. Bytyqi        | 18          | 0           | 1           | 0           | 2                  | 0                  | 0                  | 0                  |               |               |               |               |             |             |             |             | 20       | 0      | 1           | 0          |
| A. Danielsen     | 29          | 2           | 3           | 0           | 1                  | 0                  | 1                  | 0                  |               |               |               |               |             |             |             |             | 30       | 2      | 4           | 0          |
| C. Dawson        | 9           | 0           | 2           | 0           | -                  | -                  | -                  | -                  |               |               |               |               |             |             |             |             | 9        | 0      | 2           | 0          |
| K. Haugen        | 26          | 0           | 3           | 0           | 0                  | 0                  | 0                  | 0                  |               |               |               |               |             |             |             |             | 26       | 0      | 3           | 0          |
| M. Haukås        | 24          | 1           | 3           | 0           | 3                  | 0                  | 0                  | 0                  |               |               |               |               |             |             |             |             | 27       | 1      | 3           | 0          |
| M. Hummervoll    | 0           | 0           | 0           | 0           | 0                  | 0                  | 0                  | 0                  |               |               |               |               |             |             |             |             | 0        | 0      | 0           | 0          |
| A. Ibrahim       | 25          | 2           | 7           | 0           | 1                  | 0                  | 0                  | 0                  |               |               |               |               |             |             |             |             | 26       | 2      | 7           | 0          |
| J. Jørgensen     | 23          | 1           | 2           | 0           | 2                  | 0                  | 0                  | 0                  |               |               |               |               |             |             |             |             | 25       | 1      | 2           | 0          |
| H. Kleppa        | 0           | 0           | 0           | 0           | 0                  | 0                  | 0                  | 0                  |               |               |               |               |             |             |             |             | 0        | 0      | 0           | 0          |
| C. Kronberg      | 28          | 1           | 2           | 0           | 1                  | 0                  | 0                  | 0                  |               |               |               |               |             |             |             |             | 29       | 1      | 2           | 0          |
| R. Martinsen     | 1           | 0           | 0           | 0           | 1                  | 0                  | 0                  | 0                  |               |               |               |               |             |             |             |             | 2        | 0      | 0           | 0          |
| K. Mets          | 29          | 0           | 3           | 1           | 3                  | 0                  | 0                  | 0                  |               |               |               |               |             |             |             |             | 32       | 0      | 3           | 1          |
| S. Michalsen     | 1           | 0           | 0           | 0           | 0                  | 0                  | 0                  | 0                  |               |               |               |               |             |             |             |             | 1        | 0      | 0           | 0          |
| P. Pedersen      | 28          | 5           | 1           | 0           | 3                  | 5                  | 0                  | 0                  |               |               |               |               |             |             |             |             | 31       | 10     | 1           | 0          |
| J. Ryerson       | 18          | 1           | 0           | 0           | 2                  | 0                  | 1                  | 0                  |               |               |               |               |             |             |             |             | 20       | 1      | 1           | 0          |
| U. Sale          | 9           | 1           | 1           | 0           | 2                  | 0                  | 0                  | 0                  |               |               |               |               |             |             |             |             | 11       | 1      | 1           | 0          |
| A. J. Soares     | 12          | 0           | 4           | 0           | 3                  | 0                  | 0                  | 0                  |               |               |               |               |             |             |             |             | 15       | 0      | 4           | 0          |
| E. Steen         | 0           | 0           | 0           | 0           | 0                  | 0                  | 0                  | 0                  |               |               |               |               |             |             |             |             | 0        | 0      | 0           | 0          |
| P. Steiring      | 3           | 0           | 0           | 0           | -                  | -                  | -                  | -                  |               |               |               |               |             |             |             |             | 3        | 0      | 0           | 0          |
| B. Sverrisson    | 20          | 4           | 2           | 0           | 1                  | 0                  | 0                  | 0                  |               |               |               |               |             |             |             |             | 21       | 4      | 2           | 0          |
| S. Þorsteinsson  | 0           | 0           | 0           | 0           | 0                  | 0                  | 0                  | 0                  |               |               |               |               |             |             |             |             | 0        | 0      | 0           | 0          |
| A. Udoh          | 3           | 0           | 0           | 0           | 2                  | 1                  | 1                  | 0                  |               |               |               |               |             |             |             |             | 5        | 1      | 1           | 0          |
| P. Vestly Heigre | 0           | -0          | 0           | 0           | 3                  | -3                 | 0                  | 0                  |               |               |               |               |             |             |             |             | 3        | -3     | 0           | 0          |
| A. Wichne        | 0           | -0          | 0           | 0           | 0                  | -0                 | 0                  | 0                  |               |               |               |               |             |             |             |             | 0        | 0      | 0           | 0          |